# 郡山宿本陣

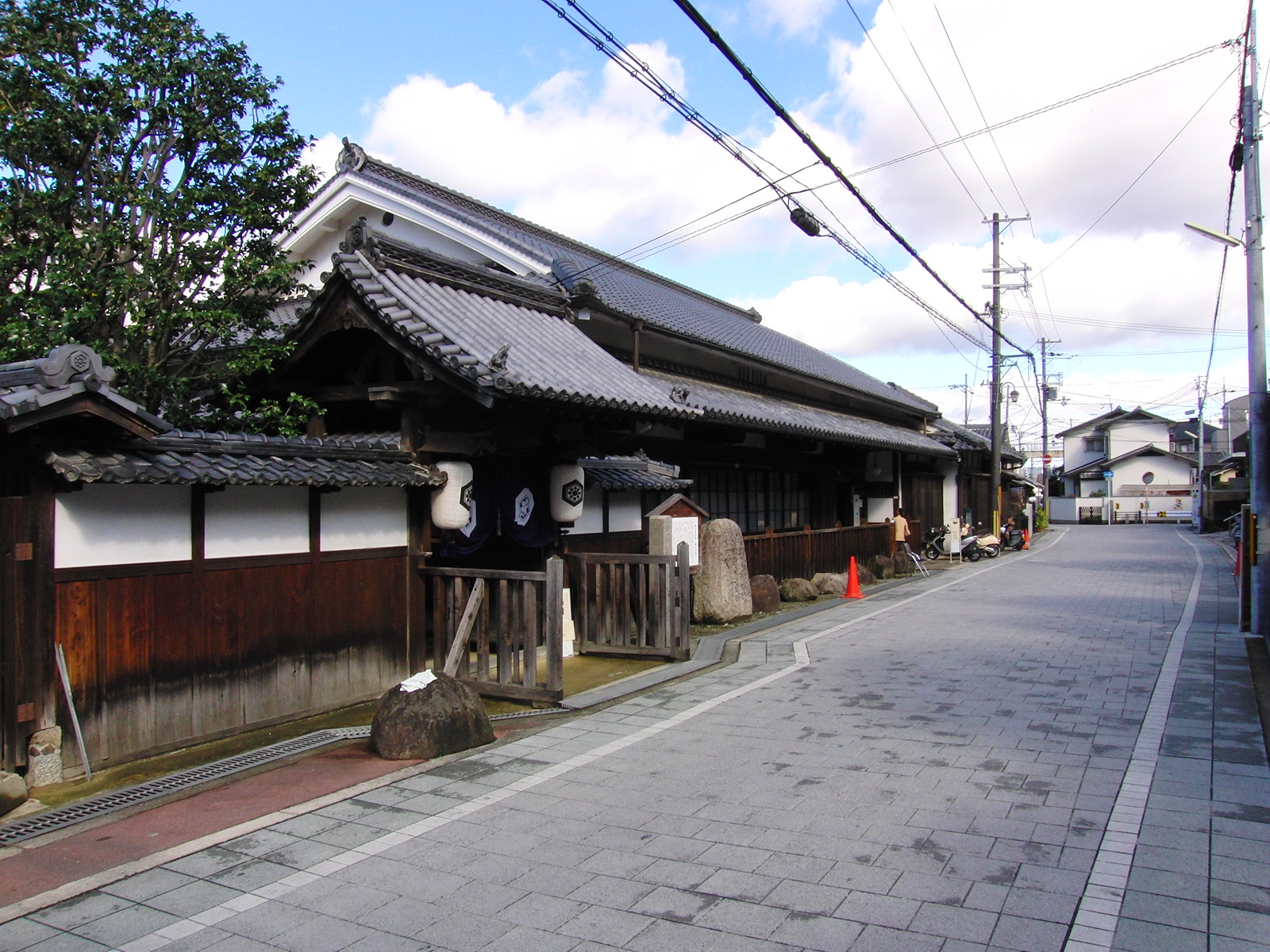
郡山宿本陣（椿の本陣）

郡山宿本陣（こおりやましゅくほんじん）は、大阪府茨木市にある旧西国街道の郡山宿の本陣。御成門脇に咲く椿が有名であったことから「椿の本陣」とも呼ばれる。

## 概要
旧西国街道（山崎道）の3番目の宿場である郡山宿にある本陣で、国の史跡に指定されている。
旧西国街道（山陽道の一部）は古来奈良時代から重要な道として存在し、京都や奈良から西へ向かうための主要幹線道路の役目を果たしており、郡山駅宿として古来より郡山宿は栄えていたこともあり、江戸時代には京都・西宮間の街道にある5つの宿場のちょうど中間点にあるため、西国大名などの参勤交代等に郡山宿が利用されてこの本陣を利用されていた。現在、国の史跡に指定されているが、現在も当主が在住しており、見学等については原則予約が必要（原則5名以上・10日以上前に予約）である。なお、一般特別公開が年2回開催され、その期間は予約不要で、4人以下でも見学できる。

## 本陣の規模
本陣および脇本陣が設置され、火災等での緊急に立ち退きが必要になった時のために現在の箕面市小野原および、茨木市十日市の東西に非常立退き所を定めていた。常時人夫30人・馬36匹が用意され、それでも不足がでた場合には、付近の村落より集められていた。本陣の当主は代々善右衛門と称し一橋家より帯刀が許されていた。

## 大名の通行量
1696年（元禄9年）から1872年（明治3年）までの宿帳が保存されており、その概要は以下の通り。
- 年間8-15回程度の宿泊・休憩が取られている。
- 元文5年（1740年）-寛延3年（1750年）頃は平均30回以上発生している。
- 正徳元年（1711年）、文久3年（1863年）は45回発生している。

## 記録に残る宿泊者等
浅野長矩
元禄13年（1700年）5月16日（旧暦）に宿泊した。この宿泊は、松の廊下にての吉良刃傷事件の前年にあたり、最後の宿泊となっている。
脇坂安照
元禄14年（1701年）4月11日（旧暦）に宿泊した。この宿泊は、浅野長矩が起こした吉良刃傷事件により幕命により赤穂城を受け取りに行くための宿泊であった。
明治天皇
慶応2年（1867年）7月15日（旧暦）に皇太子時代の明治天皇が長州御微行の時、隣宿の芥川宿に宿泊予定であったが、山崎にて合戦があり芥川宿を立退き当宿に滞在となった。その折に菊のご紋の入った夏蒲団を御下付された。

## 現在の建物
現地案内看板によると、｢享保3年（1718年）に類焼にあい、建物とともにほとんどの古記録が焼けてしまい、現在の建物は、享保6年（1721年）に西国諸大名などの寄付によって再建されたものです」と書かれてある。
母屋・土蔵・茶席・納屋（牢屋兼用）などが享保6年の施設のまま現存する（2001年（平成13年）に一部改修された）。

## 所在地
大阪府茨木市宿川原3-10
- 郡山宿本陣 - 地理院地図
- 郡山宿本陣 - Google マップ

## 周辺歴史施設等
- 伝継体天皇陵
- 阿武山古墳
- 萱野三平旧邸
- 茨木市立キリシタン遺物史料館